# Оксид серы(VI)
Окси́д се́ры(VI) (се́рный ангидри́д, трёхо́кись се́ры, се́рный газ) — высший оксид серы. Ангидрид серной кислоты. В обычных условиях легколетучая бесцветная жидкость с удушливым запахом. Весьма токсичен. При температурах ниже 16,9 °C застывает с образованием смеси различных кристаллических модификаций твёрдого SO3.

## Получение
Окислением оксида серы(IV) кислородом воздуха при температуре 400—500 °C, в присутствии катализатора (V2O5, Pt, NaVO3, Fe2O3):
{\displaystyle {\ce {2SO2{}+O2->[{\ce {400-500^{o}C,\ V2O5,\ Pt,\ NaVO3,\ Fe2O3}}]2SO3}}}.
Окислением SO2 диоксидом азота (нитрозный метод получения серной кислоты):
{\displaystyle {\ce {SO2 + NO2 -> SO3 + NO}}}.
Можно получить пиролизом сульфатов:
{\displaystyle {\ce {Fe2(SO4)3 ->[^ot] Fe2O3 + 3 SO3}}}.
Или взаимодействием SO2 с озоном. Озон образуется из кислорода под действием ультрафиолета.
{\displaystyle {\ce {3 O2 ->[{\ce {UV}}] 2 O3,}}}
{\displaystyle {\ce {SO2 + O3 -> SO3 + O2 ^}}}.
Вещество также может быть получено нагреванием гидросульфата натрия. В качестве промежуточного продукта, образуется пиросульфат натрия. Первая реакция происходит при температурах около 320 °C, вторая при 440—460 °C:
1. {\displaystyle {\ce {2NaHSO4 -> Na2S2O7 + H2O}}}
2. {\displaystyle {\ce {Na2S2O7 -> Na2SO4 + SO3}}}

## Физические свойства

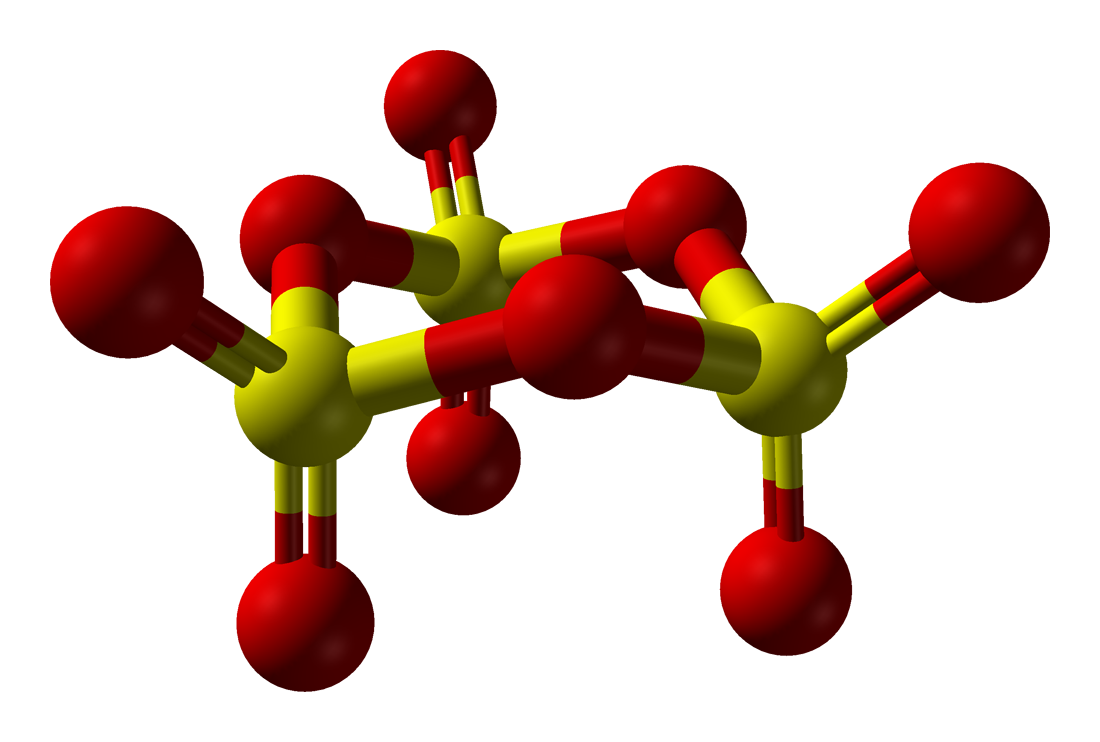
Пространственная модель молекулы γ-SO_{3}

Оксид серы(VI) — в обычных условиях легколетучая бесцветная жидкость с удушающим запахом.
Находящиеся в газовой фазе молекулы SO3 имеют плоское тригональное строение с симметрией D3h (угол OSO = 120°, d(S-O) = 141 пм). При переходе в жидкое и кристаллическое состояния образуются циклический тример и зигзагообразные цепи. Тип химической связи в молекуле: ковалентная полярная химическая связь.
Твёрдый SO3 существует в α-, β-, γ- и δ-формах, с температурами плавления соответственно 16,8, 32,5, 62,3 и 95 °C и различающихся по форме кристаллов и степени полимеризации SO3. α-Форма SO3 состоит преимущественно из молекул триме́ра. Другие кристаллические формы серного ангидрида состоят из зигзагообразных цепей: изолированных у β-SO3, соединенных в плоские сетки у γ-SO3 или в пространственные структуры у δ-SO3. При охлаждении из пара сначала образуется бесцветная, похожая на лёд, неустойчивая α-форма, которая постепенно переходит в присутствии влаги в устойчивую β-форму — белые «шёлковистые» кристаллы, похожие на асбест. Обратный переход β-формы в α-форму возможен только через газообразное состояние SO3. Обе модификации на воздухе «дымят» (образуются капельки H2SO4) вследствие высокой гигроскопичности SO3.
Взаимный переход в другие модификации протекает очень медленно. Разнообразие форм триоксида серы связано со способностью молекул SO3 полимеризоваться благодаря образованию донорно-акцепторных связей. Полимерные структуры SO3 легко переходят друг в друга, и твердый SO3 обычно состоит из смеси различных форм, относительное содержание которых зависит от условий получения серного ангидрида.

## Химические свойства
SO3 — типичный кислотный оксид, ангидрид серной кислоты. Его химическая активность достаточно велика.
При взаимодействии с водой образует серную кислоту:
{\displaystyle {\ce {SO3 + H2O -> H2SO4,}}}
в этой реакции серная кислота образуется в виде аэрозоля, поэтому в промышленности оксид серы(VI) растворяют в серной кислоте с образованием олеума, который далее растворяют в воде до образования серной кислоты нужной концентрации.
Взаимодействует с основаниями:
{\displaystyle {\ce {2 KOH + SO3 -> K2SO4 + H2O,}}}
а также с оксидами:
{\displaystyle {\ce {CaO + SO3 -> CaSO4}}}.
SO3 сильный окислитель, обычно в реакциях восстанавливается до диоксида серы:
{\displaystyle {\ce {5 SO3 + 2 P -> P2O5 + 5 SO2 ^ ,}}}
{\displaystyle {\ce {3 SO3 + H2S -> 4 SO2 ^ + H2O,}}}
{\displaystyle {\ce {2 SO3 + 2 KI -> SO2 ^ + I2 + K2SO4}}}.
При взаимодействии с хлороводородом образуется хлорсульфоновая кислота:
{\displaystyle {\ce {SO3 + HCl -> HSO3Cl}}}.
Также взаимодействует с двухлористой серой и хлором, образуя тионилхлорид:
{\displaystyle {\ce {SO3 + Cl2 + 2 SCl2 -> 3 SOCl2}}}.

## Применение
Серный ангидрид в основном используют в производстве серной кислоты и в металлургии.

## Физиологическое действие
Триоксид серы — токсичное вещество, поражает слизистые оболочки и дыхательные пути, разрушает органические соединения. Хранят в запаянных стеклянных сосудах.